# Barkmarket
Barkmarket est un groupe américain de noise rock, originaire de Brooklyn, New York, actif entre 1987 et 1997.

## Histoire
Le groupe emmené par le chanteur Dave Sardy est originaire de Brooklyn, New York.
En 1987, leur premier album éponyme, Eats Head of Owner, sort sur cassette. L'album suivant, 1-800-Godhouse, est un LP et celui d'après, The Easy Listening Record sous formats CD et cassette. Jusqu'à la séparation du groupe en 1997, trois autres albums studio suivent au cours de cette décennie, dont les deux derniers sortent chez American Recordings. En plus des albums, le groupe enregistre également quelques singles. Parmi eux, Peacekeeper et Visible Cow sortent respectivement en 1995 et 1996 chez Man's Ruin Records et Play It Again Sam Records.

## Style musical
Dans l'annonce préalable d'un concert à Berlin en 1996, taz.de écrit que Barkmarket avait joué en 1991 du « garage industriel psychotique ». Le style musical joué lors du dernier concert berlinois est jusqu'alors, en 1994, qualifiée de « maelström de noise brachiale et d'agitation gênante ».
Dans le magazine spécialisé dans le rock alternatif Visions, le style musical de l'album final L. Ron est décrite ainsi par Markus Tillmann : « Tout écrasant et avec une rythmique dangereusement décalée, Barkmarket se joue de toute catégorisation, mélangeant avec folie une lourdeur sourde, des riffs graisseux et déformés, du bratz-noise saturé et du lo-fi en un laminoir sonore captivant qui n'a pas son pareil ».

## Discographie
- 1987 : Barkmarket
- 1988 : 1-800-Godhouse
- 1989 : The Easy Listening Record
- 1991 : Vegas Throat
- 1993 : Gimmick
- 1996 : L. Ron